# Туристичка организација „Кучево”
| Туристичка организација „Кучево” |                                          |
|                                  |                                          |
| Оснивач:                         | Општина Кучево                           |
| Основана:                        |                                          |
| Седиште:                         | Трг Вељка Дугошевића 14, · Кучево Србија |
| Веб презентација                 | ТОК                                      |
| Контакт:                         | 012/850-666                              |

Туристичка организација „Кучево” је јавна установа основана је са циљем да обавља послове развоја, очувања и заштите туристичких вредности на територији општине Кучево.

## Активности Туристичке организације
- Подстицај изградње и уређења туристичке инфраструктуре на подручју општине Кучево,
- Информативно - пропагандна делатност,
- Промоција туристичке понуде општине Кучево,
- Пружање свих информација везано за смештајне капацитете, цене услуга, комуникације и туристичке локалитете,
- Припрема и организација туристичких манифестација заједно са другим субјектима општине Кучево,
- Сарадња са органима локалне самоуправе у циљу доношења и спровођења локалних мера за побољшање услова боравка туриста,
- Координација сопствених планова и програма рада са активностима Министарства трговине, туризма и услуга и Туристичке организације Србије.

## Циљеви Туристичке организације
Циљ Туристичке организације је да се постојећи туристички потенцијали (културно–историјско наслеђе, очувана природа–природне реткости, вода, ваздух, храна, и сл.), трансформишу у активну туристичку понуду општине Кучево.
Наши циљеви иду у корак са Програмом развоја туризма општине Кучево и са Маркетинг стратегијом развоја туризма општине Кучево, планским документима које је усвојила Скупштина општине Кучево.
Основни принципи на којима базирамо маркетиншко позиционирање туристичке понуде су:
- Испратити кључне туристичке трендове,
- Испратити нове трендове у начину промоције,
- Испратити нове типове смештаја и савремене мотиве путовања.

## Визија Туристичке организације
Визија Туристичке организације Кучево је да општина Кучево постане једна од водећих туристичких дестинација у овом делу Србије и шире, која на основу свог богатог културно историјског наслеђа, препознатљивих природних лепота које се огледају у многобројним пећинама, врелима, водопадима, као и значајног потенцијала за развој агро туризма, привлачи бројне домаће и стране госте. Приликом промоције туристичког производа ослањаће се на велики број Кучевљана који живе и раде у иностранству.
Наша мисија је промоција Кучева и околине као атрактивне дестинације, очување и развој туристичких, културних и пословних вредности и потенцијала општине, како би Кучево постало конкурентна и препознатљива дестинација Источне, а и целе Србије.
Остале активности које Туристичке организације Кучево има у плану да реализације за будући период:
- подстицање и организовање акција усмерених на заштити и очувању туристичког простора, животне средине и културног наслеђа,
- реализовање програма активности боравка студијских група, новинара, дигиталних номада на територији општине који су у функцији развоја туризма и туристичке пропаганде,
- сарадња са локалним удружењима из области туризма и комплементарних делатности,
- сарадња са свим Туристичким организацијама,
- спровођење анкета и других истраживања у циљу утврђивања оцене квалитета туристичке понуде и боравка туриста у општини Кучево,
- обогаћивање укупне туристичке понуде кроз креирање нових производа, посебно у облицима туризма као што су сеоски, еко-авантуристички, конгресни, спортски...
- подстицање, очување и унапређење људских ресурса у туризму,
- организација и осавремењавање рада у туристичким инфо центрима Кучево и Равниште,
- промоција сувенира, рукотворина, и старих заната.